# Jean-Erik Mårtensson
Jean-Erik Mårtensson, född 27 maj 1933, är en pastor och författare, som varit verksam i Sverige.
Han var under en period pastor och föreståndare i pingstförsamlingen Gilead i Göteborg, där Mårtensson efter en tid delade uppgiften med Wasti Feldt. Mårtensson var också ägare till Meros camping i Askim. Den var till för att hjälpa människor i samhällets utkant. En del av de boende hade missbruksproblem och andra var romska familjer. Maj 2008 anmälde polisen campingen till socialtjänsten eftersom de ansåg att området är en olämplig boendemiljö för barn. I januari 2009 meddelades det att Mårtensson skulle sälja campingen.
Han är bördig från Houtskär i Åbolands skärgård i Västra Finlands län, Finland. Han är numera åter bosatt i Finland.